# Guillermo Arrom
Guillermo Arrom (n. Ramos Mejía, Argentina, 17 de mayo de 1962) es un músico guitarrista argentino de música rock y jazz. Integró bandas de gran importancia en la música rock de Argentina, especialmente la de Luis Alberto Spinetta con quien grabó los álbumes Téster de violencia (1988), Don Lucero (1989), Exactas (1990) y Pelusón of milk (1991). 

## Biografía
Comenzó a tocar como músico profesional en 1983, acompañando a María Rosa Yorio en su álbum Por la vida. En esos primeros años integró también la banda La Nuca, con Fena Della Maggiora y Fito Páez y tocó con Claudia Puyó, a quien conocía como vecina del mismo barrio.
En 1986 fue presentado por Ulises Butrón a Luis Alberto Spinetta para que lo reemplace en su banda, integrándola desde ese año a 1993, junto a Juan Carlos "Mono" Fontana (teclados), Machi Rufino (bajo) y Jota Morelli (batería). En ese lapso participó de la grabación de los álbumes Téster de violencia (1988), Don Lucero (1989), Exactas (1990) y Pelusón of milk (1991).
Luego de Spinetta se integró al grupo de jazz Monos con Navaja, junto a Willy González (bajo), Rubén Sánchez Retta (percusión), Jorge Araujo (batería), Pablo Rodríguez (saxo, flauta y voz) y Pollo Raffo (teclados y voz). Simultáneamente integró las bandas de Sandra Mihanovich, Claudia Puyó y Fabiana Cantilo.
En 2002, debido a la crisis económica emigró a España donde acompañó a la cantante Babel Ruiz con quien grabó un disco, tocó con la Orquesta Nacional de Jazz de España, y acompañó a Spinetta en los recitales que dio en 2004 y 2006, y a Miguel Cantilo.
En 2012 regresó a la Argentina. Ese año participó en el cuarto CD del trabajo Al Flaco Dale Gracias..., ejecutando el "Tema de Mario".

## Discografía

### Con Luis Alberto Spinetta
- Téster de violencia (1988)
- Don Lucero (1989)
- Exactas (1990)
- Pelusón of milk (1991)